# プリペアド・ピアノ

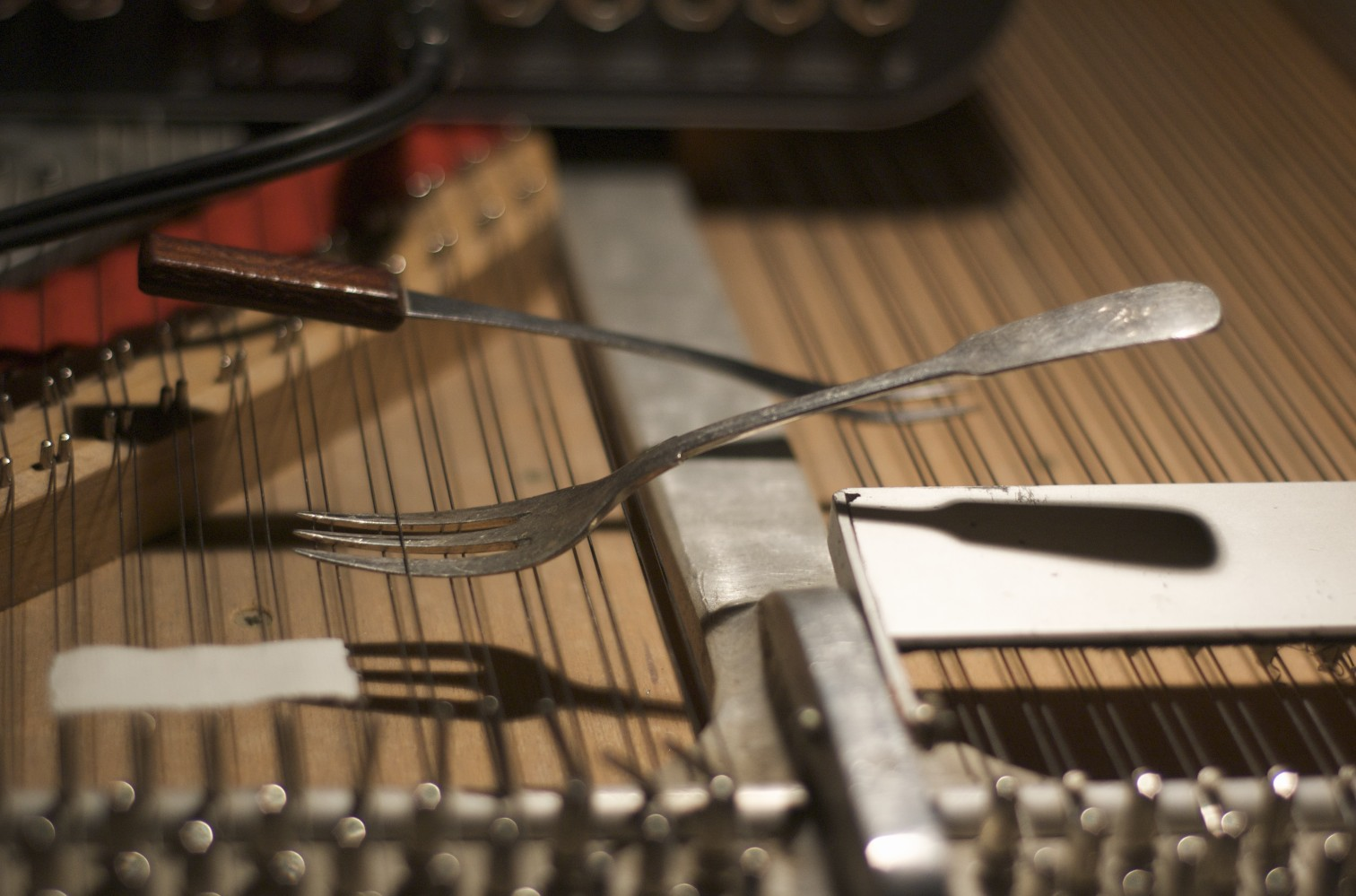
アンドレア・ノイマンによるプリパレーション (2010年)

プリペアド・ピアノ または プリペアード・ピアノ（英: prepared piano、文字通りには「準備されたピアノ」の意）は、グランドピアノの弦に、ゴム、金属、木などを挟んだり乗せたりして（これを「プリペアする」「プリパレーションを施す」などという）音色を打楽器的な響きに変えたものをいう。こうすることで、ピアノ本来の音色が失われ、金属的な音や雑音の多い独特な音が得られるほか、多くはその音の高さも幾分不明瞭になったり、元の高さとは異なる音高となったりする。
ピアノに手を加えたものではあるが、ピアノという楽器の或る状態を指すのではなく、ピアノとは異なる独立した一つの楽器として考えられている。ただし、プリペアする音の数が非常に少ない場合は「幾つかの音にプリパレーションを施したピアノ」という位置づけになり、その境界は必ずしも明確ではない（準備・演奏の欄を参照）。
ごく普通の1台のピアノを安価な素材でプリペアするだけで多様な響きを持つ打楽器群を使用するのに近い効果が得られるという大きな長所があり、現代音楽の分野ではよく知られた楽器である。
アップライトピアノは弦が鉛直方向に張られているためプリペアド・ピアノとして用いることは困難で、普通は行われない。

## 歴史
ジョン・ケージが1940年に「発明」したものである。 舞踊家のSyvilla Fortにダンスの付随音楽を委嘱され初め打楽器アンサンブルの使用を考えたが、公演場所のスペース上の制約から打楽器を大量に使用することができなかったためピアノで代替せざるを得ず、その作曲を進める中でこの楽器を考案するに至った。この時の作品は「バッカスの祭」（bacchanale）である。
従来の「鍵盤を弾く」以外のピアノの利用法としては、既に1910年代にケージの師の一人であるヘンリー・カウエルなどに内部奏法（弦を直接指ではじいたりこすったりする）の作例がある。パーシー・グレインジャー『早わかり』（1916年）でもピアノの弦をばちで叩く技法が使われている。ピアノの弦に紙などをはさむ技法も古くからトルコのメフテル音楽を模倣するために行われていた。エリック・サティは『メドゥーサの罠』（1913年）で使用している。モーリス・ドラージュはインドのカルナータカ音楽『ラーガマーリカ』を記譜する際（1915年初演）、タブラなどのインドの楽器をピアノで模倣するために、ひとつの弦を厚紙でミュートするように指示している。モーリス・ラヴェル『子供と魔法』（1925年初演）ではリュテアルという特殊なストップを持つピアノを指定しているが、なければアップライトピアノの弦に紙をはさむことで代用できるとしている。エイトル・ヴィラ＝ロボスのショーロス第8番（1925年）も同様の技法を使用している。

## 準備・演奏
演奏にあたっては、事前の準備（プリペア）が必須である。ピアノのどの弦のどの位置にどれ位の大きさのどういう素材を挾む（置く）かは曲によって異なり、譜面等に詳細に指示されているのが普通である。この素材は、ゴム片、ねじ、ボルトなど安価なものであることが多い。ただし、その大きさや材質の規格は国によって異なるため、同一のものが入手困難な場合もある。
ピアノは、低音域を除いて普通は1つの音（キー）について3本の同じ高さの弦（ピアノ線）が張られており、これをフェルト製のハンマーで叩く構造になっている。従って、この3本1組の弦に安定的に異物を乗せたり、それらの間に何かをはさんだり、ゴムなどを巻きつけたりすることができる。
ピアノは通常88鍵を有するが、プリペアは演奏する曲中で使用する鍵の数だけ行う。また、プリペアした音だけを用い、通常のピアノの音色の音は使用しない曲の場合は、奏者のミスタッチによって普通のピアノの音が鳴ってしまうと非常に違和感があるため、曲中で使用しない音に対しても擬似的なプリペアを施しておく。通常、こうした準備作業には数時間を要する。
上記のような理由から、演奏会で複数のプリペアド・ピアノ作品を演奏する場合には、演奏する曲の数と等しい台数のプリペアド・ピアノを用意しておかなければならない。
演奏は、通常のピアノ同様に鍵盤を弾く。ただしピアノの現代曲同様、内部奏法が用いられることもある。プリペアする音の数は楽曲によって大きく異なり、使用する総ての音がプリペアされている作品から、ごくわずかな数音だけをプリペアして用い、その他は通常のピアノとして使用するような作品まで、様々である。
プリペアを行ったピアノは元に戻しても調律が狂ってしまうため、ライブハウス等の共用ピアノに用いるのを禁止する会場もあり、使用には前もって管理者への確認が必要である。

## 主な作品

### ケージの作品
※Works for prepared piano by John Cageも参照。
- 「バッカスの祭り」（1938）
- 「危険な夜」 The Perilous Night （1943）
- 「プリペアド・ピアノのためのソナタとインターリュード」（1946-48）
- 「プリペアド・ピアノと室内管弦楽のための協奏曲」（1951）

### 他の作曲家
- アルフレート・シュニトケ 『合奏協奏曲第1番（英語版）』（1977）
- アルヴォ・ペルト『タブラ・ラサ（英語版）』（1977）
- ハウシュカの多くの作品にプリペアードピアノが使用されている。